# 석지연
석지연(1990년 11월 9일~)은 대한민국의 전직 아나운서 출신의, 현재 《롯데홈쇼핑》의 쇼호스트(쇼핑 호스트)인 방송인이다.

## 학력
- 한국외국어대학교 부속 외국어고등학교 졸업
- 이화여자대학교 언론정보학과 학사

## 경력
- 전직 - 2012년 7월 ~ 2013년 5월 : 석지연 배꼽 란제리 피팅 모델 데뷔
- 전직 - 2013년 6월 ~ 2020년 12월 : 연합뉴스TV 아나운서
- 현재 - 2021년 8월 ~ : 롯데홈쇼핑 쇼호스트